# Pornhub
Pornhub는 성인물을 제공하는 캐나다의 비디오 호스팅 서비스이다. porn(포르노)와 hub(허브)의 합성어이다. 2018년 6월 기준 영상 성인물이 560만여 개, 사진 성인물이 2162만여 개 게시되어 있다. 성인물 웹사이트 가운데 단일 사이트로서는 가장 많은 성인물을 제공한다. 모든 성인물은 무료로 제공된다. 최근에는 VR 포르노 서비스를 시작했다. 성인물 전문 배우(Pornstar) 또한 양성하고 있다. 유폰, 레드튜브 등 다른 성인물 웹사이트와 더불어 마인드긱의 '성인물 창고'를 이룬다. 대한민국에서는 사이트가 '성매매 및 음란' 주제에 속하기 때문에 방송통신위원회의 설치 및 운영에 관한 법률에 따라 접속이 차단되어 있다. 몬트리올, 샌프란시스코, 휴스턴, 뉴올리언스, 런던에 서버를 둔다. 서버가 위치한 캐나다, 영국, 미국 등에서는 관할권 정부로부터 승인받은 합법 사이트이나, 한국에서는 포르노를 불법으로 규정하여 접속하기 위해선 VPN 등을 사용해 우회 접속하여야 한다.

## 역사
웹 개발자 매트 키저가 인터허브(영어: Interhub)의 자매 웹사이트로 개발하여 2007년 5월 25일에 공개하였다. 이후 2010년 3월 마인드긱(영어: MindGeek)에 인수되었다.

### 저작권 위반
2010년 성인 영화 전문 제작사인 핑크 비주얼은 폰허브, 키즈무비, 익스트림튜브, 튜브에잇에 게시된 동영상 95편이 자신들이 저작권을 소유한 영상이라고 폰허브의 모회사인 맨세프 사와 인터허브에 항의했다. 핑크 비주얼은 영상 45편이 100만 번 넘게 재생되었다며 "성인물 시장을 심각하게 위협"했다고 주장했다.

### 검열
2011년 유럽 국가 인터넷 제공업체 톡톡은 일주일 넘게 폰허브를 차단하지 못했다는 이유로 비판을 받았다.
허핑턴포스트에 따르면 2013년 CBS는 슈퍼볼 때 폰허브의 20초 광고를 방송하는 것을 거부했다. 이 광고는 성적 요소가 전혀 없었고 다만 평범한 연인 한 쌍이 공원 의자에 앉아 있는, 어디서나 흔히 볼 수 있는 장면만 나왔는데도 불구하고 음란물로 분류되었다.
2013년 9월부터 중국 황금방패에게 차단되었다.
2014년 3월 12일에 러시아에서 여배우 하나가 아직 너무 어려 보인다는 이유로 잠시 차단되었다.
2016년 9월 아동에게 해로운 정보를 제공한다는 이유로 러시아에서 차단되었다가 2017년 4월 열람 연령을 제한하면서 차단이 해제되었다. 러시아인 접속자들은 로그인할 때 전화번호나 여권 번호를 입력해야 한다.
2017년 1월 필리핀의 아동 음란물 금지법을 어겨 차단되었다.
2019년 2월 11일부터 대한민국은 "불법 사이트, 청소년의 건전한 성장 보호"로 차단되어 SNI 차단 기술을 채택했으며, 대한민국 사용자는 VPN 등을 사용하여 우회적으로 접속해야 한다.

## 공익 사업
폰허브는 여러 분야에서 공익 행사를 줄곧 벌여왔다. 이는 회사 평판 높이기의 일환이기도 하다. 처음으로 시행한 사업은 2012년 4월 24일 뉴욕에서 유방암의 위험성을 경고하기 위해 운행한 '가슴 버스'(영어: Boob Bus)다. 이 버스는 행인들게 간단한 유방암 검진을 무료로 해주고 자가 검진 방법을 알려주었다

## 같이 보기
- 인터넷 포르노그래피